# Keneō

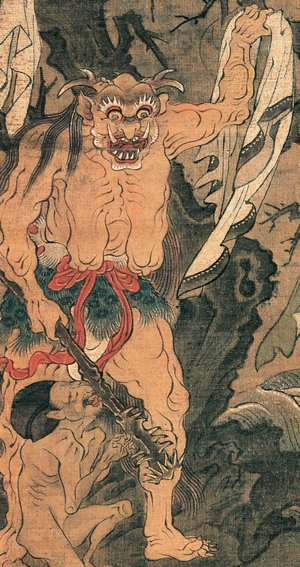
Keneō in un dipinto di Tosa Mitsunobu

Keneō (懸衣翁?) è un anziano uomo leggendario seduto al bordo del fiume Sanzu nella mitologia giapponese. Quando l'anima di un defunto attraversa il fiume, l'anziana Datsue-ba costringe i peccatori a svestirsi e poi Keneō appende gli abiti su di un albero, che si piega per misurare il peso del catturato. In seguito il duo infligge molteplici punizione all'anima catturata. Ai ladri, per esempio, sono rotte le dita da Datsue-ba e Keneō attacca la testa dei peccatori ai suoi piedi.